# Dudley Castle

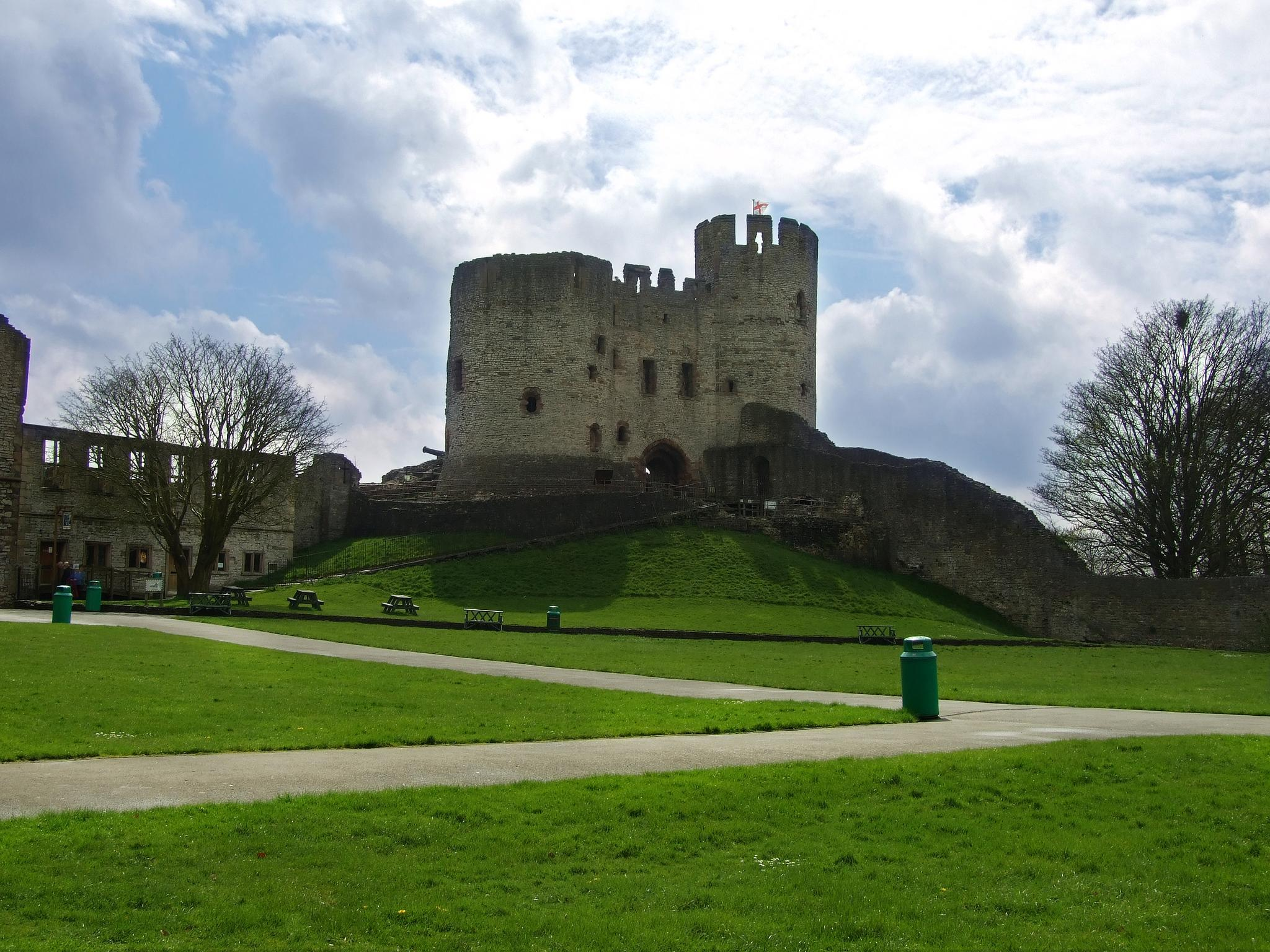
Donjon von Dudley Castle

Dudley Castle ist eine Burgruine in der Stadt Dudley in der englischen Verwaltungseinheit West Midlands. Der Dudley Zoo and Castle befindet sich ebenfalls auf dem Burggelände. Der Standort, Castle Hill, ist ein Felsvorsprung aus Kalkstein der Wenlock-Gruppe, an dem während der industriellen Revolution in großem Umfang Steinbrüche eingerichtet wurden. Zusammen mit Wren's Nest gilt er als einer der am besten erhaltenen Orte der Kalksteinindustrie in Dudley und Scheduled Monument. Dudley Castle wurde von English Heritage als historisches Gebäude I. Grades gelistet. Der Dudley Tunnel verläuft unter dem Castle Hill, aber nicht unter der Burgruine selbst.

## Geschichte
Laut einer Sage soll an diesem Ort ein angelsächsischer Adliger namens Dud im 8. Jahrhundert eine hölzerne Burg erbauen haben lassen. Allerdings wird diese Sage von Geschichtswissenschaftlern nicht ernst genommen; sie datieren den Bau einer ersten Burg dort auf die Zeit unmittelbar nach der normannischen Eroberung Englands 1066. Man nimmt an, dass einer der Gefolgsleute Wilhelms des Eroberers, Ansculf de Picquingny, 1070 die erste Burg in Dudley bauen ließ und dass sie, als das Domesday Book 1086 entstand, seinem Sohn, William FitzAnsculf, gehörte. Einige der Erdwerke dieser Burg, besonders der große Mound der Motte, auf dem heute der Donjon steht, sind bis heute erhalten. Diese erste Burg war aus Holz gebaut und existiert daher nicht mehr.
Nach dem Tod von FitzAnsculf fiel die Burg an die Familie Paganel, die die erste Burg aus Stein auf dem Gelände bauen ließen. Diese Burg war stark genug, um 1153 der Belagerung durch die Truppen von König Stephan trotzen zu können. Nachdem Gervase Paganel sich 1173 einer erfolglosen Rebellion gegen König Heinrich II. angeschlossen hatte, wurde die Burg auf Geheiß des Königs zerstört. Die Somerys waren danach die nächste Dynastie, die das Anwesen besaßen; sie begannen mit dem Bau einer weiteren steinernen Burg in der zweiten Hälfte des 13. Jahrhunderts und setzten dies bis ins 14. Jahrhundert fort. Der Donjon, der heute den Blickfang der Burg von der Stadt aus darstellt, und das Haupttor stammen aus dieser Zeit des Wiederaufbaus. Eine Kapelle und ein Rittersaal wurden damals ebenfalls errichtet.

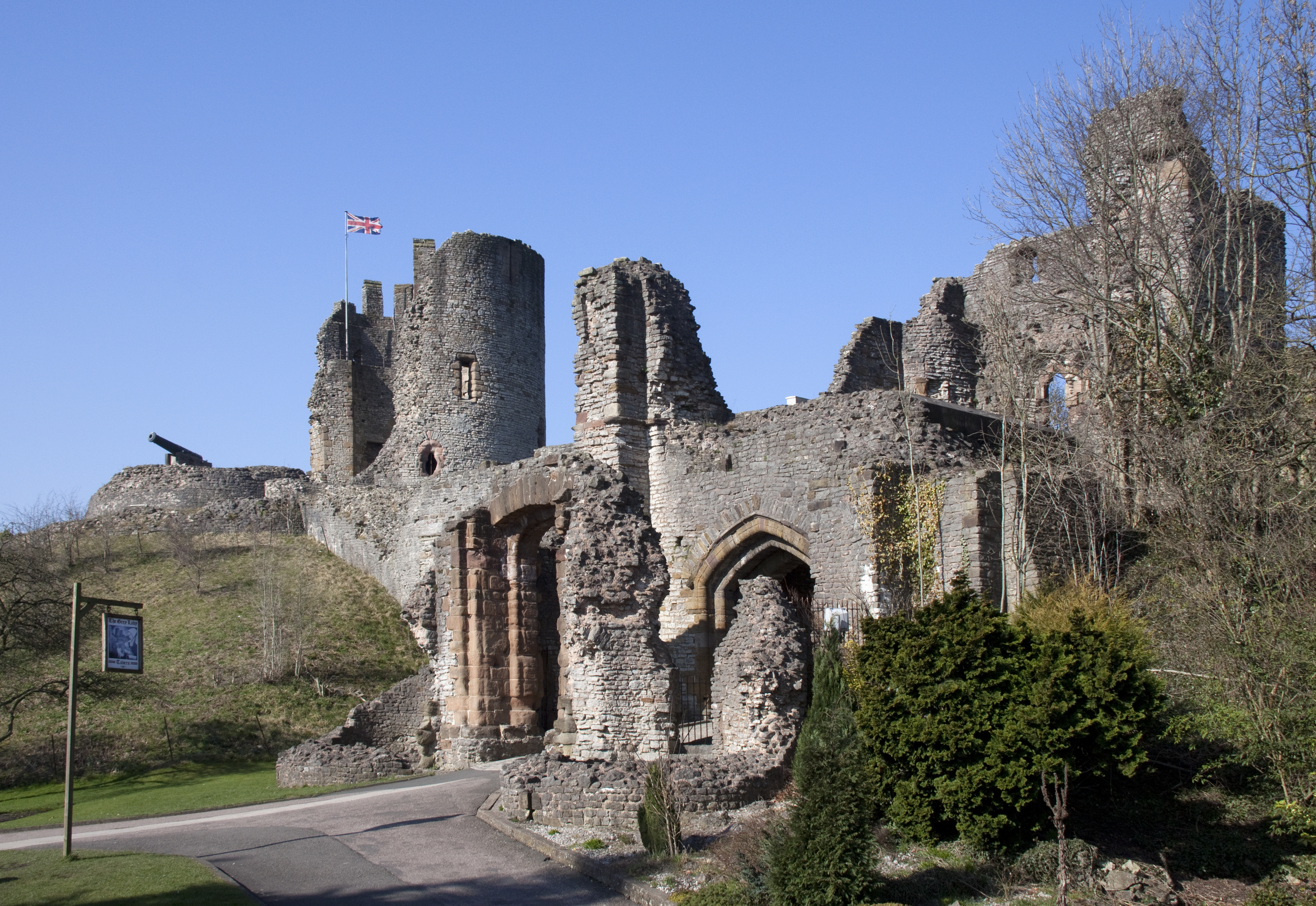
Im 17. Jahrhundert wurde die Burg auf Geheiß des Parlamentes teilweise zerstört.

Der letzte männliche Spross der Familie Somery, John Somery, starb 1321 und Burg und Anwesen fielen an seine Schwester Margaret und deren Gatten John de Sutton. In der Folge nutzten die Angehörigen dieser Familie oft den Namen „Dudley“. 1532 erbte ein weiterer John Sutton (der siebte dieses Namens in der Dynastie) die Burg, wurde aber 1537 nach erheblichen finanziellen Problemen von seinem Verwandten John Dudley, dem nachmaligen Duke of Northumberland, verdrängt. Ab etwa 1540 ließ dieser eine Reihe neuer Gebäude innerhalb der älteren Burgmauern errichten. Sein Architekt war William Sharington und so heißen diese Gebäude heute „Sharington Range“. Dudley wurde später wegen seines Versuches, Lady Jane Grey auf den englischen Thron zu verhelfen, enthauptet und die Burg fiel an die Krone.

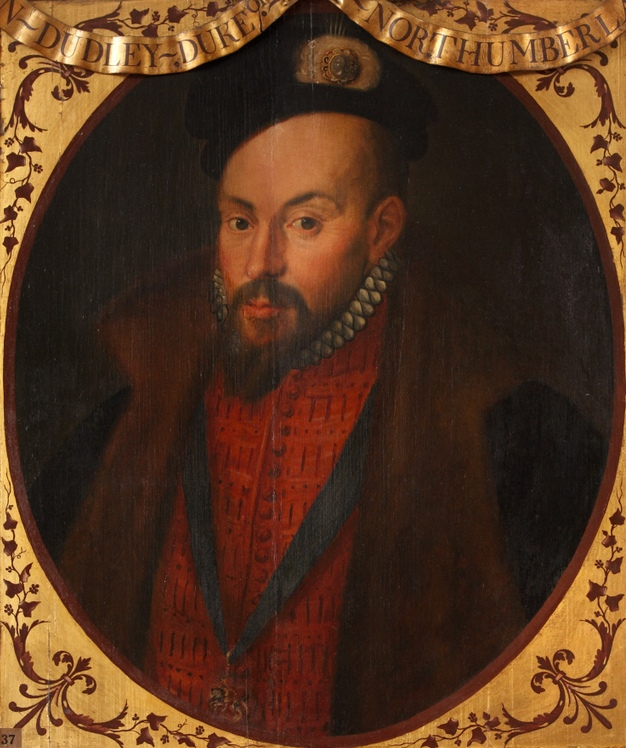
In der Tudorzeit ordnete John Dudley, 1. Duke of Northumberland, den Bau einer neuen Gebäudeflucht innerhalb der alten Burg an.

Königin Maria I. gab das Anwesen an die Familie Sutton zurück, namentlich an Edward Sutton. Später besuchte Königin Elisabeth I. die Burg und sah in ihr einen möglichen Ort für die Inhaftierung von Maria Stuart. Aber der Familie Sutton war es nicht beschieden, die Burg sehr viel länger zu halten, und Edward Suttons Sohn, Edward Sutton III., war das letzte männliche Familienmitglied, dem die Burg gehörte. 1592 sandte dieser Edward Sutton Männer, die das Anwesen von Gilbert Lyttleton angriffen und Rinder stahlen, die dann auf dem Burggelände eingepfercht wurden. Finanzielle Schwierigkeiten nahmen zu, bis Edward Sutton III. dieses Problem durch die Heirat seiner Enkelin und Erbin, Frances Sutton, mit Humble Ward, dem Sohn eines reichen Kaufmanns, löste.
Im englischen Bürgerkrieg wurde Dudley Castle eine Hochburg der Royalisten und wurde zweimal belagert, bevor sich die Garnison 1646 den Truppen Oliver Cromwells ergeben musste. Die erste Belagerung 1644 war durch eine royalistische Entsatztruppe aufgehoben worden, die die Parlamentaristen in die Flucht geschlagen hatte. 1646 kommandierte Sir William Brereton die parlamentaristischen Truppen während der zweiten Belagerung gegen die von Colonel Leveson geführten Royalisten. Die Burg wurde ihnen am 13. Mai 1646 übergeben. In der Folge ordnete das Parlament die teilweise Zerstörung von Dudley Castle an, der heutige ruinöse Zustand des Donjons beruht auf dieser Entscheidung. Es blieben einige bewohnbare Gebäude übrig, die später von den Earls of Dudley gelegentlich genutzt wurden. Allerdings bevorzugten diese damals schon den Aufenthalt in Himley Hall, etwa 6,5 km entfernt, wenn sie sich in den Midlands aufhielten.

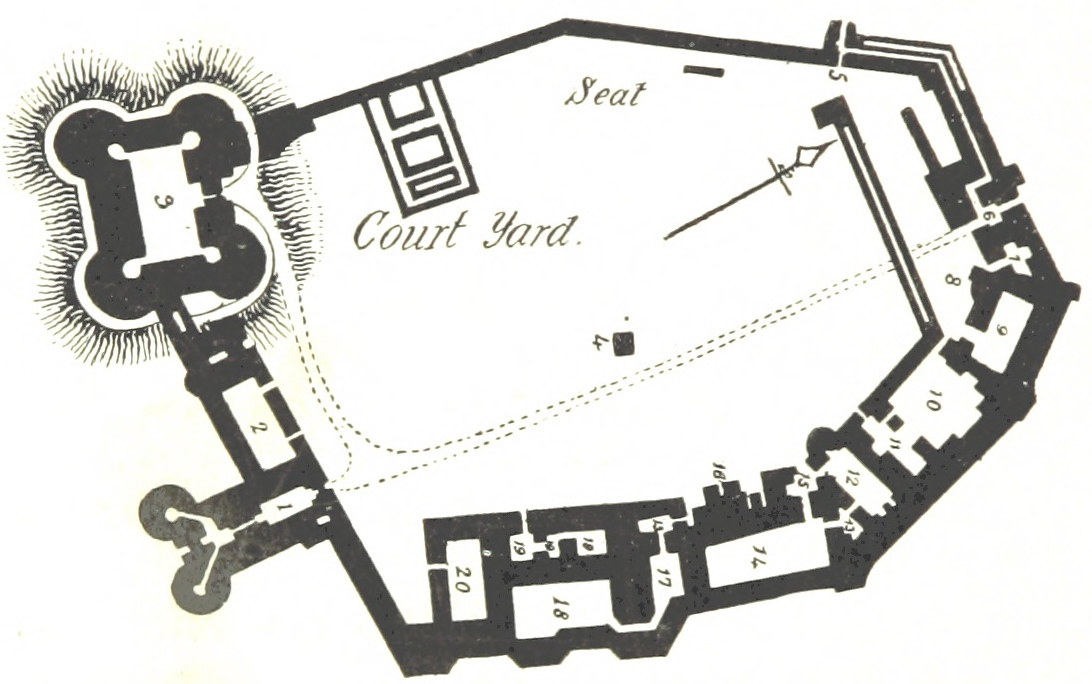
Grundriss der Burg aus J. D. Mackenzies The Castles of England: their story and structure

Vor 1700 wurden Stallungen auf dem Burggelände gebaut. Sie waren die letzten Gebäude, die der Burg hinzugefügt wurden.
Der größte Teil der noch bewohnbaren Gebäude der Burg wurde 1750 durch einen Brand zerstört. Im 19. Jahrhundert fand das Anwesen eine neue Nutzung als „romantische Ruine“, und die Earls of Dudley ließen das Anwesen etwas aufräumen. Die Zinnen auf einem der verbleibenden Türme wurden wiederhergestellt und zwei Kanonen, die im Krimkrieg erbeutet worden waren, dort aufgestellt. Im 19. und zu Anfang des 20. Jahrhunderts diente das Anwesen zur Abhaltung von Feierlichkeiten und historischen Festspielen. Als 1937 der Zoo von Dudley gegründet wurde, wurde das Burggelände in die Anlage einbezogen.

## Standort
Die Burgruine steht an einem Ende des Stadtzentrums von Dudley. Der Eingang zum Burggelände befindet sich zusammen mit dem Zooeingang unterhalb von Castle Hill an der A459.
Obwohl sich die Ruine heute am Rande des Zentrums von Dudley befindet, lag die Burg historisch auf dem Gebiet der Gemeinde Sedgley, die Teil der benachbarten Grafschaft Staffordshire und nicht von Worcestershire war, wie dies aus den Karten von Christopher Saxton von 1579 und John Speed von 1610 zu sehen ist. Erst 1926 wurden die Grafschaftsgrenzen zur Schaffung des Priory Estate geändert, sodass die Burg und ihr Anwesen dem Borough Dudley zugeschlagen wurde.

## Besucherzentrum
Das Besucherzentrum der Burg wurde von Königin Elisabeth II. im Juni 1994 eröffnet. Neben anderen Ausstellungsstücken gibt es dort eine computergestützte Rekonstruktion der Burg im Zustand um 1550. Die Hardware stellte den ersten Gebrauch des Konzeptes der „Virtuellen Tour“ dar, noch bevor dieses weithin als webbasiertes Browser-Utility zum Einsatz kam.

## Liste der Herren von Dudley Castle
Dudley Castle war das Zentrum der Baronie von Dudley.
- Ansculf de Picquigny, ein normannischer Adliger, der an der Schlacht von Hastings teilnahm
- William Fitz-Ansculf, sein Sohn
- Fulke Paganell (ca. 1100–1130)
- Ralph Paganell (ca. 1130er-Jahre–1150er-Jahre), sein Sohn
- Gervase Paganell († 1194), sein Sohn
- Ralph de Somery I. († 1210), Sohn von John de Somery und Hawyse, Schwester und Erbin von Gervase Paganell
- Ralph de Somery II. (ca. 1193–1216), ältester Sohn von Ralph de Somery I.
- William Percival de Somery († 1222), sein Bruder
- Nicholas de Somery († 1229), noch minderjährig
- Roger de Somery I. († 1225), 3. Sohn von Ralph de Somery I.
- Roger de Somery II. († 1272), sein Sohn
- Roger de Somery III. (ca. 1254–1291), sein Sohn
  - Agnes de Somery († 1309), seine Witwe und Vormund ihres Sohnes
- John de Somery (1280–1322), ihr Sohn

Nach dem Tod von John de Somery wurden die Ländereien der Baronie unter seinen beiden Schwestern aufgeteilt. Weoley Castle fiel an Joan de Botetourt und ihren Gatten John de Botetourt. Dudley Castle fiel an die ältere Schwester Margaret, die mit John de Sutton I. verheiratet war. John de Sutton II. wurde ins Parlament berufen, aber keinem seiner Nachfahren bis John de Sutton VI. widerfuhr dies.
- John de Sutton I. († 1327) im Namen von Margaret
- John de Sutton II. († 1360), ihr Sohn
  - Isabel Cherleton de Sutton († 1397), seine Witwe hielt Dudley Castle zusammen mit ihrem Sohn
- John de Sutton III. († 1369), ihr Sohn – überlebt von seiner Mutter
- John de Sutton IV. (1360–1391), sein Sohn – überlebt von seiner Großmutter
- John de Sutton V. (1380–1406), sein Sohn
  - Constance de Sutton († 1422), seine Witwe
- John Sutton, 1. Baron Dudley (1400–1487), ihr Sohn

Weitere Entwicklung von Burg und Anwesen bis 1740 siehe Baron Dudley und vom Ende des 17. Jahrhunderts bis zum 20. Jahrhundert Baron Ward.